# Ба, Джума
Абдулай Джума Ба (англ. Abdulai Juma Bah; родился 11 апреля 2006, Фритаун, Сьерра-Леоне) — сьерра-леонский футболист, центральный защитник английского клуба «Манчестер Сити» и сборной Сьерра-Леоне, выступающий на правах аренды за французскую «Ниццу».

## Клубная карьера
Ба начинал заниматься футболом в местной «Фритаун Джайант Академи», а в 2021 году подписал контракт с клубом «АИК Фритонг». В сезонах 2022/23 и 2023/24 на правах аренды выступал за клуб Премьер-лиги «Фритонианс СЛИФА», после чего летом 2024 года на правах аренды перешёл в испанский клуб из Ла Лиги «Реал Вальядолид» по инициативе главного скаута Пачу Мартинеса. 21 сентября 2024 года дебютировал за новую команду, выйдя в стартовом составе на матч чемпионата Испании против клуба «Реал Сосьедад».
27 января 2025 года перешёл в английский клуб «Манчестер Сити» и сразу был отдан в аренду во французский «Ланс» до конца сезона 2024/25.

## Карьера в сборной
В октябре 2023 года Ба был впервые вызван в сборную Сьерра-Леоне для участия в товарищеских матчах, однако на поле не появился.